# Ungeschützter Kreuzer

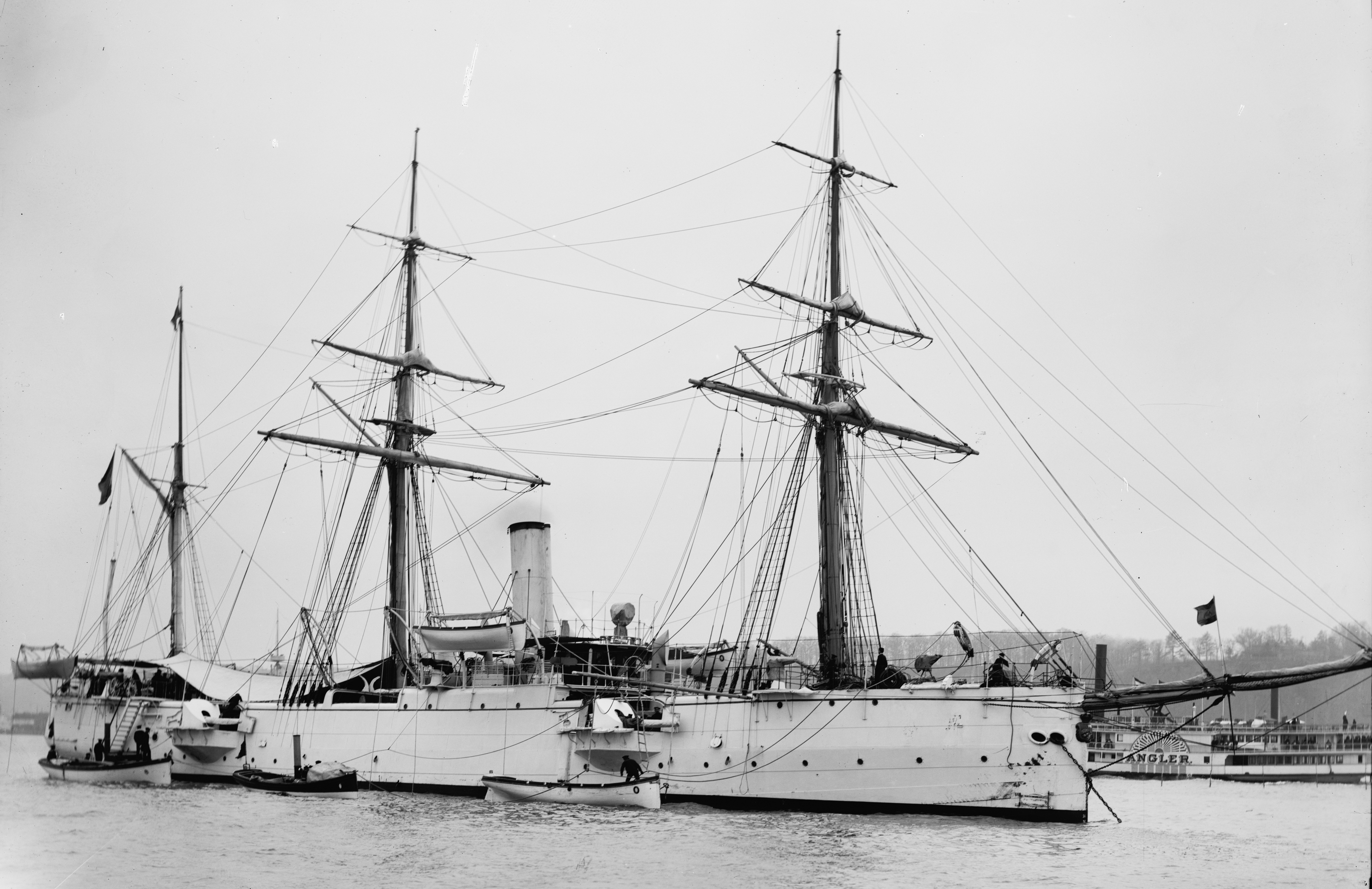
Spanischer Ungeschützter Kreuzer der Velasco-Klasse

Ungeschützte Kreuzer stellten eine Kriegsschiffklasse dar, die ab ca. 1850 in den Kriegsflotten eingesetzt wurde. Gegen die Wirkung von feindlichem Beschuss waren ungeschützte Kreuzer nur durch den an den Bordwänden gebunkerten Kohlevorrat geschützt. 
Die ungeschützten Kreuzer der deutschen Kaiserlichen Marine waren die ersten Schiffe der Kreuzer-Klasse und lösten die Kreuzerfregatten und Kreuzerkorvetten ab. Sie dienten vor allem im Auslands- und Kolonialdienst, wo der fehlende Panzerschutz nicht von Nachteil war, sondern im Gegenteil den Einsatz in flachen Küstengewässern ermöglichte. Auch zur Vergrößerung der Flotte waren ungeschützte Kreuzer bis ca. 1875 die Hauptform der Kreuzer und hatten neben Dampfmaschinenantrieb meist noch eine Hilfsbesegelung. Die maximale Wasserverdrängung betrug zunächst ca. 6.000 Tonnen, reduzierte sich bis 1894 aber auf unter 2.000 Tonnen. Ungeschützte Kreuzer wurden im Deutschen Reich ab 1893 auch als Ungeschützte kleine Kreuzer bzw. Kreuzer 4. Klasse bezeichnet. Größere noch in Dienst stehende ungeschützte Kreuzer wurden als Kreuzer 3. Klasse bezeichnet. Durch die Verbesserung der Artillerie- und Torpedowaffen waren ungeschützte Kreuzer nach 1900 nicht einmal mehr für den Auslandsdienst geeignet. Vorhandene Schiffe wurden außer Dienst gestellt bzw. als Schulschiffe aufgebraucht. Ab 1899 wurden nur noch Geschützte Kreuzer, bzw. Kleine Kreuzer gebaut.